# Machinegum
Machinegum — американський інді-рок супергурт з Нью-Йорка, створений у 2018 році. Гурт сформувався завдяки музичному супроводу арт-галерейних інсталяцій, а також співпраці з музикантами та архітекторами. Гурт випустив дебютний студійний альбом Conduit наприкінці 2019 року на незалежному лейблі Frenchkiss Records.

## Історія
Створений у 2018 році, гурт записує музику та виконує музичний супровід галерейних інсталяцій. Раніше гурт Machinegum також співпрацював з архітектором Джозефом Вессіо (Joseph Vescio) та актором/режисером Джастіном Бартою (Justin Bartha).
Учасники гурту Machinegum відомі тим, що брали участь у кількох інших нью-йоркських гуртах. Моретті найбільш відомий як барабанщик гурту The Strokes. Девані найбільш відомий як головний вокаліст гурту Nation of Language. Меріон відомий своїм сценічним ім'ям і пов'язаним з ним музичним проектом «Delicate Steve». Іган, Бонвентр і Акстел мають незалежні однойменні проекти в мегаполісі Нью-Йорка.
8 грудня 2019 року гурт Machinegum випустив дебютний альбом Conduit на незалежному лейблі Frenchkiss Records. 
Гурт підписав контракт з лейблом пізніше, у лютому 2020 року. Альбом Conduit був перевиданий на вінілі 17 липня 2020 року. Альбом отримав позитивні відгуки критиків.

## Склад гурту
- Фабріціо Моретті (Fabrizio Moretti),
- Ян Девані (Ian Devaney),
- Стів Меріон (Steve Marion),
- Кріс Іган (Chris Egan),
- Мартін Бонвентре (Martin Bonventre),
- Ерін Вікторія Акстел (Erin Victoria Axtel)

## Дискографія
- Conduit (2019)